# Johnny Moore (trompettiste)
Pour les articles homonymes, voir Johnny Moore et Moore.
Johnny « Dizzy » Moore (né le 5 octobre 1938 à Kingston et décédé le 16 août 2008 dans la même ville) est un trompettiste jamaïcain de ska et rocksteady, ancien membre des groupes The Skatalites et The Soul Vendors, et fondateur du Jamaica All Stars.

## Biographie
John Arlington Moore étudie à l’Alpha Boys School et joue dans l’orchestre de l’école. Il la quitte en 1955 pour rejoindre un orchestre militaire. Il fréquente également la communauté rasta de Count Ossie à Rennock Lodge. Il joue dans divers orchestres de jazz où il rencontre Don Drummond, Roland Alphonso et Tommy McCook avec qui il fonde en 1964 le groupe mythique The Skatalites. Après leur séparation, il rejoint les Soul Vendors en 1967.
Il accompagne Bunny Wailer au début des années 2000 et fonde avec Justin Hinds le Jamaïca All Stars en 2003. Avant cela, il avait brièvement rejoint les Skatalites pour leur tournée 2003.
Il décède d'un cancer du colon le 16 août 2008 à l'âge de 69 ans.